# Šamšu-iluna
Šamšu-iluna (auch Samsu-iluna, Schamschu-iluna) war von 1749 bis 1712 v. Chr. (mittlere Chronologie) König von Babylonien. Er war der Sohn Hammurapis und herrschte etwa 35 Jahre. Quelle für seine Regierungszeit sind unter anderem Jahresnamen, die Ereignisse bestimmten Jahren seiner Regierungszeit zuordnen.

## Regierung
Kurz nach seiner Thronbesteigung erließ Samsu-iluna den zu Abgaben an die Krone Verpflichteten die Schulden und verfügte, dass diese nicht mit Gewalt eingetrieben werden durften. Bezeugt wird dies durch einen Brief Šamšu-ilunas an einen hohen Beamten namens Etel-pi-Marduk, der in die frühen Jahre seiner Herrschaft datiert wird.
Im 9. Regierungsjahr fielen kassitische Stämme in Mesopotamien ein. Šamšu-iluna konnte sie abwehren und errichtete kurz darauf die Festungsstadt Dur-Šamšu-iluna am Diyala, dem Haupteinwanderungsgebiet der Kassitenstämme, die unter Šamšu-iluna erstmals in babylonischen Quellen erwähnt wurden.
Rim-Sin II. erhob sich in Larsa als König. Daraufhin zog Šamšu-iluna gegen die Städte Ur, Uruk und Isin.
- Im 14. Regierungsjahr Šamšu-ilunas wurde Rim-Sin bei Kiš besiegt und die Mauern der aufständischen Städte Ur, Uruk und Isin geschleift.
- In seinem 20. Regierungsjahr (1730 v. Chr. nach der mittleren Chronologie) besiegte Šamšu-iluna Ešnunna.
- 23. Jahr: Sieg über den König Jakūn-Ašar des  Landes Apum mit der Hauptstadt Šehna
- 26. Jahr (1724 v. Chr.): Abbau von Steinen am Großen Berg im Land der Amurriter (Dschabal Bischri?). Aus Haradum, einem planmäßig angelegten Dorf 90 km südlich von Mari, sind Keilschrifttafeln bekannt, die babylonische Jahresnamen tragen, beginnend im 26. Jahr Samsuilunas.[1]
- 27. Jahr: Sieg über Jadi-Abum von Terqa und Mūtihuršāna, „Könige, die ihm feindlich geworden waren“.
- 33. Jahr: Bauten in Saggarātum (1718 v. Chr.)
- 36. Jahr: Sieg über die Armee des Landes Ammurru und seine Dörfer im Bergland

Es ist unbekannt, ob dies zu einer dauerhaften Präsenz am mittleren Euphrat führte.
Šamšu-iluna eroberte Idamaraz, was möglicherweise zu einer Vermehrung von Sklaven aus dieser Gegend führte. Šamšu-iluna erließ daraufhin ein Gesetz, das der Bevölkerung von Idamaraz und Arrapḫa die Freiheit garantierte.
Gegen Ende seiner Regierungszeit ging er gegen Ili-ma-ilu vor, der im Meerland eine eigene Dynastie – die sogenannte Meerland-Dynastie – gegründet hatte. Wahrscheinlich fiel zu dieser Zeit auch Nippur ab.